# Team Visma-Lease a Bike/2024
Deze pagina geeft een overzicht van de UCI World Tour wielerploeg Team Visma|Lease a Bike in 2024.

## Algemeen
Hoofdsponsors: Visma
Algemeen manager: Richard Plugge
Teammanager: Merijn Zeeman
Ploegleiders: Sierk-Jan de Haan, Addy Engels, Mathieu Heijboer, Grischa Niermann, Frans Maassen, Michal Szyszkowski, Arthur van Dongen, Robert Wagner, Maarten Wynants
Stafleden: Patrick Broe, Paul Martens
Fietsmerk: Cervélo
Kleding: AGU

## Renners
| Naam                   | Geboortedatum | Nationaliteit       | Ploeg 2023                   |
| ---------------------- | ------------- | ------------------- | ---------------------------- |
| Edoardo Affini         | 24-06-1996    | Italië              |                              |
| Tiesj Benoot           | 11-03-1994    | België              |                              |
| Koen Bouwman           | 02-12-1993    | Nederland           |                              |
| Robert Gesink          | 31-05-1986    | Nederland           |                              |
| Thomas Gloag           | 13-09-2001    | Verenigd Koninkrijk |                              |
| Per Strand Hagenes     | 10-07-2003    | Noorwegen           | Jumbo-Visma Development Team |
| Michel Heßmann         | 06-04-2001    | Duitsland           |                              |
| Matteo Jorgenson       | 01-07-1999    | Verenigde Staten    | Movistar Team                |
| Wilco Kelderman        | 25-03-1991    | Nederland           |                              |
| Olav Kooij             | 17-10-2001    | Nederland           |                              |
| Steven Kruijswijk      | 07-06-1987    | Nederland           |                              |
| Sepp Kuss              | 13-09-1994    | Verenigde Staten    |                              |
| Christophe Laporte     | 11-12-1992    | Frankrijk           |                              |
| Bart Lemmen            | 14-10-1995    | Nederland           | Human Powered Health         |
| Johannes Staune-Mittet | 18-01-2002    | Noorwegen           | Jumbo-Visma Development Team |
| Jan Tratnik            | 23-02-1990    | Slovenië            |                              |
| Ben Tulett             | 26-08-2001    | Verenigd Koninkrijk | INEOS Grenadiers             |
| Cian Uijtdebroeks      | 28-02-2003    | België              | BORA-Hansgrohe               |
| Milan Vader            | 18-02-1996    | Nederland           |                              |
| Attila Valter          | 12-06-1998    | Hongarije           |                              |
| Wout van Aert          | 15-09-1994    | België              |                              |
| Dylan van Baarle       | 21-05-1992    | Nederland           |                              |
| Loe van Belle          | 24-01-2002    | Nederland           | Jumbo-Visma Development Team |
| Tosh Van der Sande     | 28-11-1990    | België              |                              |
| Mick van Dijke         | 15-03-2000    | Nederland           |                              |
| Tim van Dijke          | 15-03-2000    | Nederland           |                              |
| Julien Vermote         | 26-07-1989    | België              | - (zonder contract)          |
| Jonas Vingegaard       | 10-12-1996    | Denemarken          |                              |

### Vertrokken
| Naam                 | Geboortedatum | Nationaliteit | Ploeg 2024         |
| -------------------- | ------------- | ------------- | ------------------ |
| Rohan Dennis         | 28-05-1990    | Australië     | Gestopt            |
| Tobias Foss          | 25-05-1997    | Noorwegen     | INEOS Grenadiers   |
| Lennard Hofstede     | 29-12-1994    | Nederland     | Gestopt            |
| Gijs Leemreize       | 23-10-1999    | Nederland     | Team DSM-Firmenich |
| Sam Oomen            | 15-08-1995    | Nederland     | Lidl-Trek          |
| Primož Roglič        | 29-10-1989    | Slovenië      | BORA-Hansgrohe     |
| Timo Roosen          | 11-01-1993    | Nederland     | Team DSM-Firmenich |
| Jos van Emden        | 18-02-1985    | Nederland     | Gestopt            |
| Nathan Van Hooydonck | 12-10-1995    | België        | Gestopt            |

## Overwinningen

### Veldrijden
| Wereldbeker Benidorm: Wout van Aert |

### Wegwielrennen
| Nationale kampioenschappen wielrennen Hongarije - tijdrit: Attila Valter Hongarije - wegrit: Attila Valter Europese kampioenschappen Tijdrit: Edoardo Affini Clásica de Almería Olav Kooij Ronde van de Algarve 3e etappe: Wout van Aert Ploegenklassement: *1) Ronde van de Verenigde Arabische Emiraten 5e etappe: Olav Kooij O Gran Camiño 2e etappe: Jonas Vingegaard 3e etappe: Jonas Vingegaard 4e etappe: Jonas Vingegaard Eindklassement: Jonas Vingegaard Puntenklassement: Jonas Vingegaard Bergklassement: Jonas Vingegaard Ploegenklassement: *2) Omloop Het Nieuwsblad Jan Tratnik Kuurne-Brussel-Kuurne Wout van Aert | Parijs-Nice 1e etappe: Olav Kooij 5e etappe: Olav Kooij Eindklassement: Matteo Jorgenson Jongerenklassement: Matteo Jorgenson Tirreno-Adriatico 5e etappe: Jonas Vingegaard 6e etappe: Jonas Vingegaard Eindklassement: Jonas Vingegaard Bergklassement: Jonas Vingegaard Internationale Wielerweek 3e etappe: Koen Bouwman Eindklassement: Koen Bouwman Dwars door Vlaanderen Matteo Jorgensson Ronde van het Baskenland Bergklassement: Sepp Kuss Ronde van Italië 9e etappe: Olav Kooij Critérium du Dauphiné Jongerenklassement: Matteo Jorgenson | Ronde van Frankrijk 11e etappe: Jonas Vingegaard Ronde van Tsjechië 3e etappe: Thomas Gloag Ploegenklassement: *3) Ronde van Burgos 3e etappe: Sepp Kuss Eindklassement: Sepp Kuss Ploegenklassement: *4) Ronde van Polen 4e etappe: Olav Kooij 7e etappe: Olav Kooij Eindklassement: Jonas Vingegaard Ronde van Spanje 3e etappe: Wout van Aert 7e etappe: Wout van Aert 10e etappe: Wout van Aert Renewi Tour Ploegenklassement: *5) BEMER Cyclassics Olav Kooij Parijs-Tours Christophe Laporte |

*1) Ploeg Ronde van de Algarve: Benoot, Hagenes, Kuss, Tratnik, Vader, van Aert, Vermote
*2) Ploeg O Gran Camiño: Graat, Huising, Kelderman, Staune-Mittet, Tulett, Uijtdebroeks, Vingegaard
*3) Ploeg Ronde van Tsjechië: Belletta, Bouwman, Brennan, Gloag, Nørtoft, Staune-Mittet, Vader
*4) Ploeg Ronde van Burgos: Affini, Gesink, Kuss, Staune-Mittet, Tulett, Uijtdebroeks, Vermote
*5) Ploeg Renewi Tour: Benoot, Hagenes, Kooij, Laporte, Van der Sande, M. van Dijke, Vermote
Mannen: 1984 · 1985 · 1986 · 1987 · 1988 · 1989 · 1990 · 1991 · 1992 · 1993 · 1994 · 1995 · 1996 · 1997 · 1998 · 1999 · 2000 · 2001 · 2002 · 2003 · 2004 · 2005 · 2006 · 2007 · 2008 · 2009 · 2010 · 2011 · 2012 · 2013 · 2014 · 2015 · 2016 · 2017 · 2018 · 2019 · 2020 · 2021 · 2022 · 2023 · 2024 · 2025
Lijst van alle renners
Vrouwen: 2021 · 2022 · 2023 · 2024 · 2025
Alpecin-Deceuninck · Arkéa-B&B Hotels · Astana Qazaqstan · Bahrain Victorious · BORA-hansgrohe · Cofidis · Decathlon AG2R La Mondiale · EF Education-EasyPost · Groupama-FDJ · INEOS Grenadiers · Intermarché-Wanty · Lidl-Trek · Movistar Team · Soudal Quick-Step · dsm-firmenich PostNL · Jayco AlUla · UAE Team Emirates · Visma-Lease a Bike